# Fermentovaný čaj
Fermentovaný čaj (známý také jako postfermentovaný čaj nebo tmavý čaj) je třída čaje, který prošel několikaměsíční až mnohaletou mikrobiální fermentací. Vystavení čajových lístků vlhkosti a kyslíku během tohoto procesu způsobuje také endo-oxidaci (pocházející ze samotných enzymů čajových lístků) a exo-oxidaci (která je katalyzována mikrobiálně). Čajové lístky a nálev z nich vyrobený oxidací tmavnou. Proto se různé druhy fermentovaných čajů vyráběných v celé Číně označují také jako tmavý čaj, nezaměňovat s černým čajem, který je ve skutečnosti v čínštině označován jako „červený čaj“. Nejznámějším fermentovaným čajem je pu'er vyráběný v provincii Yunnan.
Fermentace čajových lístků mění jejich chemické složení a ovlivňuje organoleptické vlastnosti čaje z nich vyrobeného. Fermentace ovlivňuje vůni čaje a obvykle zmírňuje jeho chuť, snižuje trpkost a hořkost a zlepšuje chuť a dochuť. Mikrobi mohou také produkovat zdraví prospěšné metabolity. Kromě toho mohou vznikat látky jako ethylkarbamát (uretan).
Fermentaci provádějí především plísně. Za hlavní mikrobiální organismus v procesu pu'er byl považován Aspergillus niger,  ale tato druhová identifikace byla zpochybněna komplexní analýzou PCR-DGGE, která ukazuje na Aspergillus luchuensis jako na hlavního původce fermentace.
Většina druhů fermentovaných čajů se vyrábí v Číně, zemi původu, a několik druhů se vyrábí také v Koreji a Japonsku. V Myanmaru je lahpet formou fermentovaného čaje, který se konzumuje jako zelenina, a podobné nakládané čaje se jedí nebo žvýkají také v severním Thajsku a jižním Yunnanu.

## Historie
Raná historie tmavého čaje je nejasná, ale existuje několik legend a věrohodných teorií.
Jedna z nich například tvrdí, že tmavý čaj byl poprvé vyroben náhodně, na Hedvábné a Čajové stezce, a to čajovými karavanami v období dešťů.  Když byl čaj nasáklý deštěm, přepravci od něj upustili z obavy před kontaminací. Následující rok trpěly okolní vesnice úplavicí a v zoufalství se rozhodly opuštěný plesnivý čaj vypít. Legenda dochází k závěru, že čaj trpící vyléčil a rychle se stal populárním.
Jiné historické zprávy připisují první výrobu tmavého čaje dynastii Ming v 15. a 16. století. Je možné, že s ním obchodníci s čajem začali obchodovat mnohem dříve, než uvádějí legendy, a to přes historické hranice chanských a tibetských kulturních oblastí.

## Odrůdy
Fermentované čaje lze rozdělit podle způsobu výroby. Paličkované čaje, jako jsou čínské postfermentované čaje a Toyama kurocha vyráběné v Japonsku, jsou fermentovány přirozeně se vyskytujícími houbami za relativně suchých podmínek. Jiné fermentované čaje, tzv. nakládané čaje, jsou fermentovány mokrým procesem pomocí bakterií mléčného kvašení. Mezi nakládané čaje patří miang z Thajska a awabancha z Japonska. Třetí kategorie, do níž patří japonské čaje goishicha a Ishizuchi kurocha, se fermentuje postupně metodami piled a pickling.

### Čína
Fermentovaný čaj pochází z Číny, kde je běžně známý jako hei cha (黑茶) nebo tmavý čaj. Hei cha se vyrábí v mnoha oblastech Číny, především v teplejších jižních provinciích. Běžně se lisuje do cihel nebo koláčů určených ke zrání.

### Japonsko
V Japonsku se vyrábí několik různých druhů fermentovaného čaje. Kurocha z prefektury Toyama je jediný japonský čaj ve formě hromádek, podobný čínským postfermentovaným čajům. Tojama kurocha se tradičně připravuje vařením ve vodě, přidáním soli a mícháním metličkou jako při tradičním čajovém obřadu. V oblasti prefektury Asahi se pije při náboženských příležitostech nebo během setkání. Awabancha (阿波番茶), vyráběná v prefektuře Tokushima, a batabatacha, stejně jako Toyama kurocha spojená s Asahi v Toyamě, se vyrábějí z bancha neboli čajových lístků druhého spláchnutí, s bakteriální fermentací. Bylo zjištěno, že batabatacha obsahuje vitamin B12, ale v množství pro lidskou stravu nevýznamném.  Goishicha (碁石茶) z Ōtoyo, Kōchi a Ishizuchi kurocha pěstovaných na úpatí hory Išizuči v prefektuře Ehime se vyrábí fermentací čaje ve dvou krocích, nejprve aerobními houbami, poté anaerobními bakteriemi.

### Korea
Tteokcha (떡차; doslova „koláčový čaj“), nazývaný také byeongcha (병차; 餠茶; doslova „koláčový čaj“), byl v předmoderní Koreji nejčastěji vyráběným a konzumovaným druhem čaje. Lisovaný čaj vyrobený do tvaru yeopjeon, mince s otvory, se nazýval doncha (돈차; „peněžní čaj“), jeoncha (전차; 錢茶; „peněžní čaj“) nebo cheongtaejeon (청태전; 靑苔錢; „mince ze zeleného mechu“).  Borim-cha (보림차; 寶林茶) nebo Borim-baengmo-cha (보림백모차; 寶林白茅茶), pojmenovaná podle svého rodiště, chrámu Borim v Jangheungu v provincii Jižní Čolla, je populární odrůda tteokcha.

### Jedlý nakládaný čaj
Ačkoli je historie čaje nejasná, je známo, že lidé žvýkali čajové lístky po celá staletí. Jen málo národů dnes pokračuje v konzumaci čaje žvýkáním nebo jídlem.
V severním Thajsku se jako povzbuzující prostředek žvýká nakládaný čaj zvaný miang. Spařené čajové lístky se uchovávají slisované v uzavřených bambusových koších, dokud se anaerobní fermentací nevytvoří kompaktní koláč s požadovanou chutí. Fermentace trvá čtyři až sedm dní u mladých lístků a přibližně rok u zralých lístků.  Miang je příbuzný thajskému a laoskému pouličnímu občerstvení miang kham.
Nakládaný čaj známý jako lahpet se hojně konzumuje v barmské kuchyni a hraje důležitou roli v barmské rituální kultuře. Po fermentaci se čaj konzumuje jako zelenina.
Podobný nakládaný čaj jedí Blangové v Xishuangbanně v čínském Yunnanu na hranicích s Myanmarem a Laosem. Čaj, který se místně nazývá miam a čínsky suancha (酸茶), se nejprve zabalí do bambusových trubek, poté se zakope a nechá se před konzumací fermentovat.

## Výroba
Během kvašení kvasinky ve směsi přeměňují cukr na alkohol. Bakterie pak přemění alkohol na kyselinu octovou (ocet), která dodává kombuchě pikantní chuť. Nějaký zbytkový alkohol však může zůstat. U komerčně vyráběné kombuchy je toto množství velmi nízké, obvykle méně než 0,5 % objemových alkoholu - což znamená, že může být označena jako nealkoholická. Domácí kombucha nebo kombucha, která kvasí delší dobu, však může obsahovat o něco vyšší stopy alkoholu.
Mnohé fermentované čaje se na trh nedostávají připravené ke konzumaci. Místo toho mohou začínat jako zelené čaje nebo částečně zoxidované čaje podobné oolongu, které se pak nechávají po mnoho let pomalu oxidovat a procházet mikrobiálním kvašením (srovnatelné s víny, která se prodávají ke zrání ve sklepě). Alternativně mohou fermentované čaje vznikat rychle, a to během několikaměsíčního procesu zrání, jako je tomu u čaje Shu Pu'er. Toto zrání probíhá řízeným procesem podobným kompostování, kdy se pečlivě sleduje vlhkost a teplota čaje. Výsledkem je „hotový“ fermentovaný čaj.
Fermentované čaje se běžně prodávají jako lisované čaje různých tvarů, včetně cihel, disků, misek nebo hub. Zralé čaje pu'er se nechávají zrát volně a poté se lisují. Fermentované čaje mohou zrát mnoho let, aby se zlepšila jejich chuť, opět srovnatelná s víny. Surový čaj pu'er může v některých případech zrát až 50 let, aniž by se snížila jeho kvalita, a zralý pu'er může zrát až 10 nebo 15 let. Odborníci a milovníci se neshodnou na optimálním stáří.
Mnoho Tibeťanů a Středoasiatů používá pu'er nebo jiné fermentované čaje jako kalorickou a mikroživinovou potravinu, vaří je s jačím máslem, cukrem a solí a připravují z nich čaj z jačího másla.

## Stárnutí a skladování
Postfermentovaný čaj je obvykle s věkem hodnotnější. Tmavý čaj často zraje v bambusových koších, v obalech z bambusových listů nebo v původních obalech.
Mnoho odrůd tmavého čaje se záměrně nechává zrát ve vlhkém prostředí, aby se podpořil růst určitých hub, kterým se často říká „zlaté květy“ nebo jin hua (金花) kvůli jasně žluté barvě.